# Meeting de Paris 2019
Meeting de Paris 2019 – mityng lekkoatletyczny, który odbył się 24 sierpnia 2019 roku na stadionie Stade Sébastien Charléty w Paryżu. Zawody były dwunastą odsłoną Diamentowej Ligi w sezonie 2019.

## Program mityngu
Źródło: diamondleague.com.
| Godzina | Konkurencja             |
| ------- | ----------------------- |
| 18:35   | Trójskok                |
| 18:38   | Bieg na 100 m (Finał C) |
| 18:44   | Bieg na 100 m (Finał B) |
| 18:51   | Bieg na 100 m (Finał A) |
| 19:17   | Rzut dyskiem            |
| 19:40   | Skok o tyczce           |
| 20:24   | Bieg na 100 m           |
| 20:48   | Bieg na 400 m           |
| 20:48   | Bieg na 800 m           |
| 22:03   | Sztafeta 4 x 100 m      |

| Godzina | Konkurencja                         |
| ------- | ----------------------------------- |
| 18:02   | Pchnięcie kulą                      |
| 18:57   | Bieg na 100 m (Finał C)             |
| 19:04   | Bieg na 100 m (Finał B)             |
| 19:09   | Skok o tyczce                       |
| 19:21   | Bieg na 100 m (Finał A)             |
| 19:35   | Bieg na 110 m przez płotki (Bieg B) |
| 20:03   | Bieg na 400 m przez płotki          |
| 20:09   | Skok wzwyż                          |
| 20:14   | Bieg na 800 m                       |
| 20:32   | Trójskok                            |
| 20:35   | Bieg na 1500 m                      |
| 20:57   | Bieg na 200 m                       |
| 21:29   | Bieg na 3000 m z przeszkodami       |
| 21:50   | Bieg na 110 m przez płotki          |
| 22:12   | Sztafeta 4 x 100 m                  |

## Wyniki
Źródło: diamondleague.com.
| – najlepszy wynik w sezonie | – najlepszy tegoroczny wynik na listach światowych | – rekord życiowy | – rekord mityngu | – rekord kraju | – rekord kraju juniorów |

### Kobiety
Bieg na 100 m
Konkurencja zaliczana do klasyfikacji Diamentowej Ligi.
| Pozycja | Tor | Zawodniczka        | Państwo                  | Czas  | Punkty | Uwagi |
| ------- | --- | ------------------ | ------------------------ | ----- | ------ | ----- |
| 1.      | 4   | Elaine Thompson    | Jamajka                  | 10,98 | 8      |       |
| 2.      | 5   | Marie Josée Ta Lou | Wybrzeże Kości Słoniowej | 11,13 | 7      |       |
| 3.      | 6   | Dafne Schippers    | Holandia                 | 11,15 | 6      |       |
| 4.      | 3   | Teahna Daniels     | Stany Zjednoczone        | 11,16 | 5      |       |
| 5.      | 7   | Aleia Hobbs        | Stany Zjednoczone        | 11,16 | 4      |       |
| 6.      | 1   | Jonielle Smith     | Jamajka                  | 11,17 | 3      |       |
| 7.      | 2   | Carolle Zahi       | Francja                  | 11,25 | 2      |       |
| 8.      | 8   | Natalliah Whyte    | Francja                  | 11,25 | 1      |       |

Bieg na 400 m
Konkurencja zaliczana do klasyfikacji Diamentowej Ligi.
| Pozycja | Tor | Zawodniczka             | Państwo           | Czas  | Punkty | Uwagi |
| ------- | --- | ----------------------- | ----------------- | ----- | ------ | ----- |
| 1.      | 7   | Stephenie Ann McPherson | Jamajka           | 51,11 | 8      |       |
| 2.      | 6   | Kendall Ellis           | Stany Zjednoczone | 51,21 | 7      |       |
| 3.      | 5   | Shakima Wimbley         | Stany Zjednoczone | 51,50 | 6      |       |
| 4.      | 4   | Phyllis Wimbley         | Stany Zjednoczone | 51,56 | 5      |       |
| 5.      | 8   | Lisanne de Witte        | Jamajka           | 51,83 | 4      |       |
| 6.      | 2   | Christine Botlogetswe   | Botswana          | 52,02 | 3      |       |
| 7.      | 3   | Déborah Sananes         | Francja           | 52,04 | 2      |       |
| 8.      | 1   | Amandine Brossier       | Francja           | 53,29 | 1      |       |

Bieg na 800 m
Konkurencja zaliczana do klasyfikacji Diamentowej Ligi.
| Pozycja | Zawodniczka     | Państwo           | Czas    | Punkty | Uwagi |
| ------- | --------------- | ----------------- | ------- | ------ | ----- |
| 1.      | Hanna Green     | Stany Zjednoczone | 1:58,39 | 8      |       |
| 2.      | Natoya Goule    | Jamajka           | 1:58,59 | 7      |       |
| 3.      | Winnie Nanyondo | Uganda            | 1:58,83 | 6      | SB    |
| 4.      | Olha Lachowa    | Ukraina           | 1:59,13 | 5      | SB    |
| 5.      | Kate Grace      | Stany Zjednoczone | 1:59,33 | 4      | SB    |
| 6.      | Raevyn Rogers   | Stany Zjednoczone | 1:59,50 | 3      |       |
| 7.      | Gudaf Tsegay    | Etiopia           | 1:59,52 | 2      | PB    |
| 8.      | Rénelle Lamote  | Francja           | 2:00,40 | 1      | SB    |
| 9.      | Morgan Mitchell | Australia         | 2:00,87 | 0      |       |
| 10.     | Nelly Jepkosgei | Bahrajn           | 2:01,94 | 0      |       |
| -       | Chanelle Price  | Stany Zjednoczone | DNF     | 0      |       |

Skok o tyczce
Konkurencja zaliczana do klasyfikacji Diamentowej Ligi.
| Pozycja | Zawodniczka           | Państwo                            | 4,25 | 4,40 | 4,55 | 4,65 | 4,75 | 4,82 | 4,87 | Wynik | Punkty | Uwagi |
| ------- | --------------------- | ---------------------------------- | ---- | ---- | ---- | ---- | ---- | ---- | ---- | ----- | ------ | ----- |
| 1.      | Alysha Newman         | Kanada                             | –    | o    | o    | xo   | o    | xxo  | xxx  | 4,82  | 8      | NR    |
| 2.      | Katerina Stefanidi    | Grecja                             | –    | –    | –    | o    | xo   | xxx  |      | 4,75  | 7      |       |
| 3.      | Sandi Morris          | Stany Zjednoczone                  | –    | –    | xo   | o    | xo   | xxx  |      | 4,75  | 6      |       |
| 4.      | Anżelika Sidorowa     | Autoryzowani lekkoatleci neutralni | –    | –    | o    | o    | xxo  | xxx  |      | 4,75  | 5      |       |
| 5.      | Robeilys Peinado      | Wenezuela                          | o    | xxo  | o    | o    | xxx  |      |      | 4,65  | 4      |       |
| 6.      | Katie Nageotte        | Stany Zjednoczone                  | –    | –    | xo   | xxo  | xxx  |      |      | 4,65  | 3      |       |
| 7.      | Yarisley Silva        | Kuba                               | –    | o    | o    | xxx  |      |      |      | 4,55  | 2      |       |
| 8.      | Ninon Guillon-Romarin | Francja                            | –    | o    | xxx  |      |      |      |      | 4,40  | 1      |       |
| -       | Angelica Bengtsson    | Szwecja                            | –    | xxx  |      |      |      |      |      | NM    | 0      |       |
| -       | Eliza McCartney       | Nowa Zelandia                      | xxx  |      |      |      |      |      |      | NM    | 0      |       |
| -       | Jennifer Suhr         | Stany Zjednoczone                  | –    | –    | xxx  |      |      |      |      | NM    | 0      |       |

Trójskok
Konkurencja zaliczana do klasyfikacji Diamentowej Ligi.
| Pozycja | Zawodniczka            | Państwo           | #1    | #2    | #3    | #4    | #5    | #6    | Wynik | Punkty | Uwagi |
| ------- | ---------------------- | ----------------- | ----- | ----- | ----- | ----- | ----- | ----- | ----- | ------ | ----- |
| 1.      | Yulimar Rojas          | Wenezuela         | 14,55 | 15,05 | x     | 14,93 | 12,53 | 14,81 | 15,05 | 8      |       |
| 2.      | Liadagmis Povea        | Kuba              | 14,75 | 14,42 | –     | 14,61 | –     | 14,60 | 14,75 | 7      |       |
| 3.      | Keturah Orji           | Stany Zjednoczone | 14,53 | x     | x     | 14,72 | x     | 13,72 | 14,72 | 6      | PB    |
| 4.      | Shanieka Ricketts      | Jamajka           | x     | 14,71 | 14,70 | 14,57 | 14,59 | 14,49 | 14,71 | 5      |       |
| 5.      | Ana Peleteiro          | Hiszpania         | 14,26 | 14,59 | x     | x     | 14,49 | x     | 14,59 | 4      | PB    |
| 6.      | Kimberly Williams      | Jamajka           | 14,17 | x     | 14,22 | 14,45 | 14,05 | 14,24 | 14,45 | 3      |       |
| 7.      | Olha Saładucha         | Ukraina           | 13,98 | 14,30 | x     | x     | x     | 13,84 | 14,30 | 2      |       |
| 8.      | Olga Rypakowa          | Kazachstan        | 14,16 | x     | x     | 14,13 | x     | x     | 14,16 | 1      |       |
| 9.      | Paraskiewi Papachristu | Grecja            | 13,90 | x     | 11,78 | NQ    | NQ    | NQ    | 13,90 | 0      |       |
| 10.     | Yanis Esmeralda David  | Francja           | 13,43 | 12,49 | 13,35 | NQ    | NQ    | NQ    | 13,43 | 0      |       |

Rzut dyskiem
Konkurencja zaliczana do klasyfikacji Diamentowej Ligi.
| Pozycja | Zawodniczka          | Państwo           | #1    | #2    | #3    | #4    | #5    | #6    | Wynik | Punkty | Uwagi |
| ------- | -------------------- | ----------------- | ----- | ----- | ----- | ----- | ----- | ----- | ----- | ------ | ----- |
| 1.      | Denia Caballero      | Kuba              | 64,76 | 66,91 | x     | x     | x     | x     | 66,91 | 8      |       |
| 2.      | Sandra Perković      | Chorwacja         | x     | x     | 64,65 | x     | 64,14 | 65,01 | 65,01 | 7      |       |
| 3.      | Feng Bin             | Chiny             | 62,87 | 61,11 | 64,60 | 62,01 | 63,57 | 64,01 | 64,60 | 6      |       |
| 4.      | Kristin Pudenz       | Niemcy            | 62,23 | x     | 60,66 | x     | 60,71 | 64,37 | 64,37 | 5      | =     |
| 5.      | Valarie Allman       | Stany Zjednoczone | 57,80 | 63,69 | 62,79 | x     | 63,52 | x     | 63,69 | 4      |       |
| 6.      | Mélina Robert-Michon | Francja           | 61,11 | x     | x     | 61,23 | 62,62 | 59,21 | 62,62 | 3      | SB    |
| 7.      | Nadine Müller        | Niemcy            | 62,32 | x     | x     | 61,77 | 61,78 | 62,24 | 62,32 | 2      |       |
| 8.      | Andressa de Morais   | Brazylia          | x     | 59,55 | 62,00 | 56,82 | 61,05 | x     | 62,00 | 1      |       |
| 9.      | Yaimé Pérez          | Kuba              | x     | x     | 60,96 | NQ    | NQ    | NQ    | 60,96 | 0      |       |
| 10.     | Claudine Vita        | Niemcy            | 60,77 | 59,70 | 60,80 | NQ    | NQ    | NQ    | 60,80 | 0      |       |

Bieg na 100 m
Konkurencja nie zaliczana do klasyfikacji Diamentowej Ligi.
| Pozycja | Bieg | Tor | Zawodniczka               | Państwo   | Czas  | Uwagi |
| ------- | ---- | --- | ------------------------- | --------- | ----- | ----- |
| 1.      | A    | 6   | Jonielle Smith            | Jamajka   | 11,31 |       |
| 2.      | A    | 4   | Diana Vaisman             | Izrael    | 11,44 |       |
| 3.      | A    | 5   | Orphée Neola              | Francja   | 11,49 |       |
| 4.      | B    | 5   | Eva Berger                | Francja   | 11,52 | PB    |
| 4.      | A    | 3   | Helene Rønningen          | Norwegia  | 11,52 |       |
| 6.      | B    | 3   | Cynthia Leduc             | Francja   | 11,56 |       |
| 7.      | A    | 8   | Astrid Glenner-Frandsen   | Dania     | 11,57 |       |
| 7.      | B    | 4   | Maroussia Paré            | Francja   | 11,57 |       |
| 9.      | A    | 7   | Sarah Richard-Mingas      | Francja   | 11,72 |       |
| 10.     | A    | 2   | Ida Karstoft              | Dania     | 11,73 |       |
| 11.     | C    | 6   | Gal Kadmon                | Izrael    | 11,76 | PB    |
| 12.     | B    | 6   | Mathilde Kramer           | Dania     | 11,77 |       |
| 13.     | C    | 7   | Louise Østergaard         | Dania     | 11,83 | SB    |
| 14.     | B    | 2   | Carmen Marco              | Hiszpania | 11,83 |       |
| 15.     | C    | 4   | Ingvild Meinseth          | Norwegia  | 11,93 |       |
| 16.     | C    | 2   | Mette Graversgaard        | Dania     | 11,97 |       |
| 17.     | C    | 8   | Juman Jubran              | Izrael    | 12,61 |       |
| -       | C    | 5   | Tonje Fjellet Kristiansen | Norwegia  | DNS   |       |
| -       | B    | 7   | Olga Lenskij              | Izrael    | DNS   |       |
| -       | C    | 3   | Marte Pettersen           | Norwegia  | DNS   |       |

Sztafeta 4 x 100 m
Konkurencja nie zaliczana do klasyfikacji Diamentowej Ligi.
| Pozycja | Tor | Państwo   | Zawodniczki                                                                    | Czas  | Uwagi |
| ------- | --- | --------- | ------------------------------------------------------------------------------ | ----- | ----- |
| 1.      | 6   | Francja   | Carolle Zahi, Cynthia Leduc, Maroussia Paré, Sarah Richard-Mingas              | 43,48 |       |
| 2.      | 4   | Hiszpania | María Isabel Pérez, Jaël Bestué, Paula Sevilla, Cristina Lara                  | 44,02 |       |
| 3.      | 5   | Dania     | Louise Østergaard, Ida Karstoft, Astrid Glenner-Frandsen, Mathilde Kramer      | 44,38 |       |
| 4.      | 7   | Norwegia  | Ingvild Meinseth, Marte Pettersen, Tonje Fjellet Kristiansen, Helene Rønningen | 44,71 | SB    |
| 5.      | 3   | Izrael    | Gal Kadmon, Diana Vaisman, Olga Lenskij, Ilana Dorfman                         | 44,79 | NR    |

### Mężczyźni
Bieg na 200 m
Konkurencja zaliczana do klasyfikacji Diamentowej Ligi.
| Pozycja | Tor | Zawodnik            | Państwo           | Czas  | Punkty | Uwagi |
| ------- | --- | ------------------- | ----------------- | ----- | ------ | ----- |
| 1.      | 6   | Noah Lyles          | Stany Zjednoczone | 19,65 | 8      | MR    |
| 2.      | 4   | Ramil Guliyev       | Turcja            | 20,01 | 7      |       |
| 3.      | 3   | Aaron Brown         | Kanada            | 20,13 | 6      |       |
| 4.      | 5   | Álex Quiñónez       | Ekwador           | 20,25 | 5      |       |
| 5.      | 7   | Christophe Lemaitre | Francja           | 20,40 | 4      | SB    |
| 6.      | 2   | Divine Oduduru      | Nigeria           | 20,50 | 3      |       |
| 7.      | 1   | Méba-Mickaël Zézé   | Francja           | 20,88 | 2      |       |
| -       | 8   | Clarence Munyai     | Południowa Afryka | DNS   | 0      |       |

Bieg na 1500 m
Konkurencja zaliczana do klasyfikacji Diamentowej Ligi.
| Pozycja | Zawodnik                  | Państwo       | Czas    | Punkty | Uwagi |
| ------- | ------------------------- | ------------- | ------- | ------ | ----- |
| 1.      | Ronald Musagala           | Uganda        | 3:30,58 | 8      | = =   |
| 2.      | Ayanleh Souleiman         | Dżibuti       | 3:30,66 | 7      | SB    |
| 3.      | Filip Ingebrigtsen        | Norwegia      | 3:31,06 | 6      |       |
| 4.      | Jakob Ingebrigtsen        | Norwegia      | 3:31,33 | 5      |       |
| 5.      | Bethwell Birgen           | Kenia         | 3:31,45 | 4      | SB    |
| 6.      | Abdalaati Iguider         | Maroko        | 3:31,64 | 3      | SB    |
| 7.      | Taoufik Makhloufi         | Algieria      | 3:31,77 | 2      | SB    |
| 8.      | Stewart McSweyn           | Australia     | 3:31,81 | 1      | =     |
| 9.      | Samuel Tefera             | Etiopia       | 3:31,82 | 0      |       |
| 10.     | Marcin Lewandowski        | Polska        | 3:31,95 | 0      | NR    |
| 11.     | Rabii Doukkana            | Francja       | 3:33,11 | 0      | PB    |
| 12.     | Charles Cheboi Simotwo    | Kenia         | 3:33,27 | 0      |       |
| 13.     | Vincent Kibet             | Kenia         | 3:34,08 | 0      |       |
| 14.     | Nick Willis               | Nowa Zelandia | 3:37,33 | 0      | SB    |
| 15.     | Alexis Miellet            | Francja       | 3:38,94 | 0      |       |
| 16.     | Ferguson Cheruiyot Rotich | Kenia         | 3:42,46 | 0      | SB    |
| -       | Mounir Akbache            | Francja       | DNF     | 0      |       |
| -       | Brimin Kiprono            | Kenia         | DNF     | 0      |       |

Bieg na 110 m przez płotki
Konkurencja zaliczana do klasyfikacji Diamentowej Ligi.
| Pozycja | Tor | Zawodnik                | Państwo                            | Czas  | Punkty | Uwagi |
| ------- | --- | ----------------------- | ---------------------------------- | ----- | ------ | ----- |
| 1.      | 3   | Daniel Roberts          | Stany Zjednoczone                  | 13,08 | 8      |       |
| 2.      | 6   | Orlando Ortega          | Hiszpania                          | 13,14 | 7      |       |
| 3.      | 1   | Freddie Crittenden      | Stany Zjednoczone                  | 13,17 | 6      | PB    |
| 4.      | 8   | Ronald Levy             | Jamajka                            | 13,22 | 5      | SB    |
| 5.      | 2   | Pascal Martinot-Lagarde | Francja                            | 13,24 | 4      | SB    |
| 6.      | 5   | Grant Holloway          | Stany Zjednoczone                  | 13,25 | 3      |       |
| 7.      | 7   | Xie Wenjun              | Chiny                              | 13,46 | 2      |       |
| 8.      | 4   | Siergiej Szubienkow     | Autoryzowani lekkoatleci neutralni | 13,88 | 1      |       |

Bieg na 400 m przez płotki
Konkurencja zaliczana do klasyfikacji Diamentowej Ligi.
| Pozycja | Tor | Zawodnik        | Państwo                    | Czas  | Punkty | Uwagi |
| ------- | --- | --------------- | -------------------------- | ----- | ------ | ----- |
| 1.      | 7   | Karsten Warholm | Norwegia                   | 47,26 | 8      |       |
| 2.      | 2   | Ludvy Vaillant  | Francja                    | 48,30 | 7      | PB    |
| 3.      | 8   | Kyron McMaster  | Brytyjskie Wyspy Dziewicze | 48,33 | 6      | SB    |
| 4.      | 4   | Yasmani Copello | Turcja                     | 48,47 | 5      | SB    |
| 5.      | 6   | TJ Holmes       | Stany Zjednoczone          | 49,04 | 4      |       |
| 6.      | 5   | David Kendziera | Stany Zjednoczone          | 49,16 | 3      |       |
| 7.      | 1   | Thomas Barr     | Irlandia                   | 49,32 | 2      |       |
| -       | 3   | Wilfried Happio | Francja                    | DNS   | 0      |       |

Bieg na 3000 m z przeszkodami
Konkurencja zaliczana do klasyfikacji Diamentowej Ligi.
| Pozycja | Zawodnik                  | Państwo           | Czas    | Punkty | Uwagi |
| ------- | ------------------------- | ----------------- | ------- | ------ | ----- |
| 1.      | Soufiane El Bakkali       | Maroko            | 8:06,64 | 8      |       |
| 2.      | Benjamin Kigen            | Kenia             | 8:07,09 | 7      |       |
| 3.      | Lamecha Girma             | Etiopia           | 8:08,63 | 6      |       |
| 4.      | Chala Beyo                | Etiopia           | 8:09,36 | 5      |       |
| 5.      | Conseslus Kipruto         | Kenia             | 8:13,75 | 4      |       |
| 6.      | Nicholas Kiptanui Bett    | Kenia             | 8:14,18 | 3      |       |
| 7.      | Stanley Kebenei           | Stany Zjednoczone | 8:14,20 | 2      | SB    |
| 8.      | Ibrahim Ezzaydouni        | Hiszpania         | 8:14,49 | 1      | PB    |
| 9.      | Abraham Kibiwot           | Kenia             | 8:15,66 | 0      |       |
| 10.     | Djilali Bedrani           | Francja           | 8:16,91 | 0      |       |
| 11.     | Amos Kirui                | Kenia             | 8:17,07 | 0      | SB    |
| 12.     | Andrew Bayer              | Stany Zjednoczone | 8:17,69 | 0      |       |
| 13.     | Lawrence Kemboi Kipsang   | Kenia             | 8:19,60 | 0      |       |
| 14.     | Albert Chemutai           | Uganda            | 8:23,79 | 0      |       |
| 15.     | Mohamed Tindouft          | Maroko            | 8:24,74 | 0      |       |
| 16.     | Wilberforce Chemiat Kones | Kenia             | 8:29,05 | 0      |       |
| 17.     | Abdelhamid Zerrifi        | Francja           | 8:33,19 | 0      |       |
| 18.     | John Koech                | Bahrajn           | 8:40,80 | 0      |       |
| -       | Barnabas Kipyego          | Kenia             | DNF     | 0      |       |

Skok wzwyż
Konkurencja zaliczana do klasyfikacji Diamentowej Ligi.
| Pozycja | Zawodnik           | Państwo                            | 2,15 | 2,19 | 2,23 | 2,26 | 2,28 | 2,30 | Wynik | Punkty | Uwagi |
| ------- | ------------------ | ---------------------------------- | ---- | ---- | ---- | ---- | ---- | ---- | ----- | ------ | ----- |
| 1.      | Michael Mason      | Kanada                             | o    | o    | o    | o    | o    | xxx  | 2,28  | 8      |       |
| 2.      | Andrij Procenko    | Ukraina                            | o    | o    | o    | xo   | xxo  | xxx  | 2,28  | 7      | =     |
| 3.      | Ilja Iwaniuk       | Autoryzowani lekkoatleci neutralni | o    | o    | o    | xxo  | xxo  | xxx  | 2,28  | 6      |       |
| 4.      | Mateusz Przybylko  | Niemcy                             | o    | o    | o    | xo   | xxx  |      | 2,26  | 5      |       |
| 4.      | Jeron Robinson     | Stany Zjednoczone                  | –    | o    | o    | xo   | xxx  |      | 2,26  | 5      |       |
| 6.      | Mathew Sawe        | Kenia                              | o    | o    | o    | xxx  |      |      | 2,23  | 3      |       |
| 7.      | Tichomir Iwanow    | Bułgaria                           | o    | xo   | o    | xxx  |      |      | 2,23  | 2      |       |
| 7.      | Ryo Sato           | Japonia                            | o    | xo   | o    | xxx  |      |      | 2,23  | 2      |       |
| 9.      | Luis Castro Rivera | Portoryko                          | o    | o    | x–   | xx   |      |      | 2,19  | 0      |       |
| 9.      | Brandon Starc      | Australia                          | o    | o    | xxx  |      |      |      | 2,19  | 0      |       |

Trójskok
Konkurencja zaliczana do klasyfikacji Diamentowej Ligi.
| Pozycja | Zawodnik             | Państwo           | #1    | #2    | #3    | #4    | #5    | #6    | Wynik | Punkty | Uwagi |
| ------- | -------------------- | ----------------- | ----- | ----- | ----- | ----- | ----- | ----- | ----- | ------ | ----- |
| 1.      | Will Claye           | Stany Zjednoczone | 17,36 | 17,39 | x     | 17,71 | 18,06 | 16,07 | 18,06 | 8      | MR    |
| 2.      | Christian Taylor     | Stany Zjednoczone | 16,51 | 17,08 | 17,38 | 17,49 | 17,82 | x     | 17,82 | 7      | =     |
| 3.      | Omar Craddock        | Stany Zjednoczone | 16,64 | 17,03 | x     | 17,04 | 17,28 | x     | 17,28 | 6      |       |
| 4.      | Hugues Fabrice Zango | Burkina Faso      | x     | 16,98 | x     | 16,68 | 17,14 | x     | 17,14 | 5      |       |
| 5.      | Benjamin Compaoré    | Francja           | 16,60 | 17,05 | 16,44 | 15,92 | –     | x     | 17,05 | 4      | SB    |
| 6.      | Zhu Yaming           | Chiny             | 16,71 | 16,95 | x     | 16,89 | 16,99 | 16,98 | 16,99 | 3      |       |
| 7.      | Nelson Évora         | Portugalia        | x     | 16,16 | 16,82 | x     | x     | x     | 16,82 | 2      |       |
| 8.      | Alexis Copello       | Azerbejdżan       | x     | 16,53 | 16,64 | x     | x     | 16,42 | 16,64 | 1      |       |
| 9.      | Jean-Marc Pontvianne | Francja           | 16,61 | 16,63 | x     | NQ    | NQ    | NQ    | 16,63 | 0      |       |
| 10.     | Chris Benard         | Stany Zjednoczone | x     | x     | 16,62 | NQ    | NQ    | NQ    | 16,62 | 0      |       |
| 11.     | Harold Correa        | Francja           | 16,32 | 16,18 | 16,32 | NQ    | NQ    | NQ    | 16,32 | 0      |       |
| 12.     | Yoann Rapinier       | Francja           | 15,50 | 16,27 | x     | NQ    | NQ    | NQ    | 16,27 | 0      |       |

Pchnięcie kulą
Konkurencja zaliczana do klasyfikacji Diamentowej Ligi.
| Pozycja | Zawodnik          | Państwo           | #1    | #2    | #3    | #4    | #5    | #6    | Wynik | Punkty | Uwagi   |
| ------- | ----------------- | ----------------- | ----- | ----- | ----- | ----- | ----- | ----- | ----- | ------ | ------- |
| 1.      | Tomas Walsh       | Nowa Zelandia     | 22,44 | 22,10 | 22,21 | 22,31 | x     | x     | 22,44 | 8      | MR · SB |
| 2.      | Joe Kovacs        | Stany Zjednoczone | 21,82 | 21,67 | 22,11 | 21,70 | x     | 21,38 | 22,11 | 7      |         |
| 3.      | Darlan Romani     | Brazylia          | 21,03 | 21,35 | 21,56 | x     | 21,42 | 20,95 | 21,56 | 6      |         |
| 4.      | Michał Haratyk    | Polska            | 21,12 | 20,98 | 21,34 | 20,84 | x     | 20,65 | 21,34 | 5      |         |
| 5.      | Tomáš Staněk      | Czechy            | 19,80 | 20,03 | 21,30 | x     | x     | x     | 21,30 | 4      | SB      |
| 6.      | Filip Mihaljević  | Chorwacja         | 19,81 | 21,01 | x     | x     | 20,89 | 21,22 | 21,22 | 3      |         |
| 7.      | Konrad Bukowiecki | Polska            | 20,79 | 20,31 | 20,36 | 20,45 | 21,15 | 21,20 | 21,20 | 2      |         |
| 8.      | Bob Bertemes      | Luksemburg        | 19,55 | 20,48 | 21,08 | x     | x     | 21,20 | 21,20 | 1      |         |
| 9.      | Frédéric Dagée    | Francja           | x     | 19,62 | 20,24 | NQ    | NQ    | NQ    | 20,24 | 0      |         |

Bieg na 100 m
Konkurencja nie zaliczana do klasyfikacji Diamentowej Ligi.
| Pozycja | Bieg | Tor | Zawodnik                     | Państwo    | Czas  | Uwagi |
| ------- | ---- | --- | ---------------------------- | ---------- | ----- | ----- |
| 1.      | A    | 4   | Hassan Taftian               | Iran       | 10,03 | = =   |
| 2.      | A    | 1   | Emre Zafer Barnes            | Turcja     | 10,19 | SB    |
| 3.      | A    | 7   | Gavin Smellie                | Kanada     | 10,25 |       |
| 4.      | A    | 5   | Jerome Blake                 | Kanada     | 10,26 |       |
| 5.      | A    | 6   | Amaury Golitin               | Francja    | 10,27 |       |
| 6.      | A    | 3   | Bismark Boateng              | Kanada     | 10,29 |       |
| 7.      | A    | 2   | Marvin René                  | Francja    | 10,34 |       |
| 8.      | A    | 8   | Diogo Antunes                | Portugalia | 10,34 |       |
| 9.      | C    | 5   | Kojo Musah                   | Dania      | 10,45 | PB    |
| 10.     | B    | 5   | Dylan Rigot                  | Francja    | 10,52 |       |
| 11.     | B    | 6   | Yazaldes Nascimento          | Portugalia | 10,53 |       |
| 12.     | C    | 2   | Pol Retamal                  | Hiszpania  | 10,53 | PB    |
| 13.     | C    | 3   | Tazana Mikkel Kamanga-Dyrbak | Dania      | 10,56 |       |
| 14.     | B    | 7   | Ryan Zézé                    | Francja    | 10,57 |       |
| 15.     | C    | 6   | Mauro Triana                 | Hiszpania  | 10,66 |       |
| 16.     | B    | 1   | Frederico Curvelo            | Portugalia | 10,69 |       |
| 17.     | C    | 1   | Gregory Mornet               | Francja    | 10,70 |       |
| 18.     | B    | 4   | Carlos Nascimento            | Portugalia | 10,71 |       |
| 19.     | B    | 3   | Jérémy Leroux                | Francja    | 10,72 |       |
| 20.     | C    | 8   | Ancuiam Lopes                | Portugalia | 10,77 |       |
| 21.     | B    | 8   | Frederik Schou-Nielsen       | Dania      | 10,77 |       |
| 22.     | C    | 7   | Andreas Trajkovski           | Dania      | 10,78 |       |
| 23.     | B    | 2   | Albert Ranning               | Dania      | 10,98 |       |
| -       | C    | 4   | Sergio López                 | Hiszpania  | DNS   |       |

Bieg na 800 m
Konkurencja nie zaliczana do klasyfikacji Diamentowej Ligi.
| Pozycja | Zawodnik                | Państwo           | Czas    | Uwagi |
| ------- | ----------------------- | ----------------- | ------- | ----- |
| 1.      | Brandon McBride         | Kanada            | 1:43,78 | SB    |
| 2.      | Wesley Vázquez          | Portoryko         | 1:43,83 | NR    |
| 3.      | Michael Saruni          | Kenia             | 1:44,41 |       |
| 4.      | Collins Kipruto         | Kenia             | 1:44,59 | PB    |
| 5.      | Clayton Murphy          | Stany Zjednoczone | 1:44,93 |       |
| 6.      | Pierre-Ambroise Bosse   | Francja           | 1:45,07 | SB    |
| 7.      | Mostafa Smaili          | Maroko            | 1:45,23 |       |
| 8.      | Andreas Kramer          | Szwecja           | 1:45,59 |       |
| 9.      | Gabriel Tual            | Francja           | 1:45,84 | PB    |
| 10.     | Abubaker Haydar Abdalla | Katar             | 1:46,33 |       |
| -       | Harun Abda              | Stany Zjednoczone | DNF     |       |

Bieg na 110 m przez płotki (Bieg B)
Konkurencja nie zaliczana do klasyfikacji Diamentowej Ligi.
| Pozycja | Tor | Zawodnik               | Państwo   | Czas  | Uwagi |
| ------- | --- | ---------------------- | --------- | ----- | ----- |
| 1.      | 5   | Dimitri Bascou         | Francja   | 13,38 |       |
| 2.      | 7   | Konstandinos Duwalidis | Grecja    | 13,52 |       |
| 3.      | 4   | Gregor Traber          | Niemcy    | 13,56 |       |
| 4.      | 3   | Aurel Manga            | Francja   | 13,61 |       |
| 5.      | 6   | Ludovic Payen          | Francja   | 13,79 |       |
| 6.      | 8   | Benjamin Sedecias      | Francja   | 13,86 |       |
| 7.      | 2   | Nicholas Hough         | Australia | 13,98 |       |
| -       | 1   | Michael O’Hara         | Jamajka   | DNF   |       |

Sztafeta 4 x 100 m
Konkurencja nie zaliczana do klasyfikacji Diamentowej Ligi.
| Pozycja | Tor | Państwo    | Zawodnicy                                                                            | Czas  | Uwagi   |
| ------- | --- | ---------- | ------------------------------------------------------------------------------------ | ----- | ------- |
| 1.      | 6   | Kanada     | Gavin Smellie, Jerome Blake, Brendon Rodney, Aaron Brown                             | 38,26 | MR · SB |
| 2.      | 7   | Francja    | Amaury Golitin, Marvin René, Méba-Mickaël Zézé, Ryan Zézé                            | 38,67 |         |
| 3.      | 5   | Turcja     | Kayhan Özer, Jak Ali Harvey, Emre Zafer Barnes, Aykut Ay                             | 39,00 |         |
| 4.      | 4   | Portugalia | Carlos Nascimento, Diogo Antunes, Frederico Curvelo, Yazaldes Nascimento             | 39,24 |         |
| 5.      | 3   | Hiszpania  | Sergio López, Pol Retamal, Daniel Rodríguez, Mauro Triana                            | 39,44 |         |
| 6.      | 8   | Dania      | Andreas Trajkovski, Frederik Schou-Nielsen, Tazana Mikkel Kamanga-Dyrbak, Kojo Musah | 39,61 | NR      |

Skok o tyczce
Konkurencja nie zaliczana do klasyfikacji Diamentowej Ligi.
| Pozycja | Zawodnik               | Państwo           | 5,30 | 5,45 | 5,60 | 5,70 | 5,80 | 5,86 | 6,00 | Wynik | Uwagi |
| ------- | ---------------------- | ----------------- | ---- | ---- | ---- | ---- | ---- | ---- | ---- | ----- | ----- |
| 1.      | Sam Kendricks          | Stany Zjednoczone | –    | o    | o    | o    | o    | xo   | xxo  | 6,00  | =     |
| 2.      | Augusto Dutra          | Brazylia          | –    | o    | o    | xo   | xxo  | xxx  |      | 5,80  | SB    |
| 3.      | Emanuil Karalis        | Grecja            | –    | o    | o    | xo   | xxx  |      |      | 5,70  |       |
| 4.      | Ben Broeders           | Belgia            | xo   | o    | o    | xxx  |      |      |      | 5,60  |       |
| 5.      | Christopher Nilsen     | Stany Zjednoczone | xxo  | o    | xo   | xxx  |      |      |      | 5,60  |       |
| 6.      | Renaud Lavillenie      | Francja           | –    | –    | xxo  | xxx  |      |      |      | 5,60  |       |
| 7.      | Konstandinos Filipidis | Grecja            | o    | o    | xxx  |      |      |      |      | 5,45  |       |
| 7.      | Sondre Guttormsen      | Norwegia          | –    | o    | xxx  |      |      |      |      | 5,45  |       |
| 7.      | Alioune Sene           | Francja           | o    | o    | xxx  |      |      |      |      | 5,45  |       |
| 10.     | Cole Walsh             | Stany Zjednoczone | o    | xo   | xxx  |      |      |      |      | 5,45  |       |
| -       | Valentin Lavillenie    | Francja           |      |      |      |      |      |      |      | DNS   |       |